# 内尔松·马丁内斯
内尔松·马丁内斯（西班牙語：Nelson Martínez，1951年7月15日—2018年12月12日），委内瑞拉政治人物，曾担任委内瑞拉石油部长（2017年）和PDVSA主席（2017年）。